# 19 de Abril
19 de Abril (deutsch 19. April) ist eine Ortschaft im Südosten Uruguays.

## Geographie
Sie befindet sich auf dem Gebiet des Departamento Rocha in dessen Sektor 8 nordöstlich der Departamento-Hauptstadt Rocha. In nordwestlicher Richtung liegt in einigen Kilometern Entfernung Parallé. In der Nähe 19 de Abrils fließt der Arroyo Chafalote.

## Geschichte
Am 21. April 1913 wurde 19 de Abril durch das Gesetz Nr. 4.321 in die Kategorie „Pueblo“ eingestuft. Der Ort, der ursprünglich den Namen Chafalote trug, wurde nach einem diesbezüglichen Beschluss vom 28. Mai 1910 nachfolgend durch dasselbe Gesetz auf den heutigen Namen umbenannt. Der Name bezieht sich auf das Landungsdatum der dreiunddreißig Orientalen vom 19. April 1825.

## Infrastruktur
Durch 19 de Abril führt die Ruta 9.

## Einwohner
19 de Abril hatte bei der Volkszählung im Jahr 2011 205 Einwohner, davon 101 männliche und 104 weibliche.
| Jahr | Einwohner |
| ---- | --------- |
| 1963 | 308       |
| 1975 | 308       |
| 1985 | 256       |
| 1996 | 254       |
| 2004 | 239       |
| 2011 | 205       |

Quelle: Instituto Nacional de Estadística de Uruguay